# Gennevilliers
Gennevilliers é uma comuna francesa na região administrativa da Ilha-de-França, no departamento de Hauts-de-Seine. Estende-se por uma área de 11,64 km². Em 2010 a comuna tinha 47 921 habitantes (densidade: 4 116,9 hab./km²).

## História
Se encontram em Gennevilliers vestígios de habitat Neolítico e em seguida moedas gaulesas, romanas, merovíngias, etc., provando um povoado antigo e contínuo, pelo menos desde os tempos galo-romanos.
Ao longo dos séculos, o Sena desempenhou um papel essencial no desenvolvimento de Gennevilliers e sua aldeia Villeneuve-la-Garenne, hoje uma comuna a parte. Verdadeira península cercada por diques por um longo tempo para proteger os habitantes e as plantações das enchentes do rio, ela foi porém devastada pelas enchentes de 1740 e 1910.

## Geminação
Em 01 de janeiro de 2010, Gennevilliers é geminada com:
- Ostrowiec Świętokrzyski (Polônia), em 1959[3]
- Imola (Itália), em 1960[3]
- Wirral (Reino Unido), em 1963[3] (ver Birkenhead)
- Hochelaga-Maisonneuve (Canadá), em 1992[3]
- Bergkamen (Alemanha), em 1995[3]

## Demografia
| 1793  | 1800  | 1806  | 1821  | 1831  | 1836  | 1841  | 1846  | 1851  |
| ----- | ----- | ----- | ----- | ----- | ----- | ----- | ----- | ----- |
| 1 155 | 1 041 | 1 005 | 1 086 | 1 106 | 1 099 | 1 115 | 1 154 | 1 166 |

| 1856  | 1861  | 1866  | 1872  | 1876  | 1881  | 1886  | 1891  | 1896  |
| ----- | ----- | ----- | ----- | ----- | ----- | ----- | ----- | ----- |
| 1 168 | 1 630 | 2 186 | 1 897 | 2 389 | 3 245 | 4 448 | 5 837 | 7 401 |

| 1901   | 1906   | 1911   | 1921   | 1926   | 1931   | 1936   | 1946   | 1954   |
| ------ | ------ | ------ | ------ | ------ | ------ | ------ | ------ | ------ |
| 10 056 | 11 586 | 14 003 | 18 118 | 24 120 | 27 250 | 29 369 | 25 169 | 33 137 |

| 1962 | 1968   | 1975   | 1982   | 1990   | 1999   | - | - | - |
| --- | ------ | ------ | ------ | ------ | ------ | - | - | - |
| 42 595 | 46 074 | 50 290 | 45 396 | 44 818 | 42 513 | - | - | - |
| Para os censos de 1962 a 2006 a população legal corresponde à popolução sem duplicidades, segundo define o INSEE. |        |        |        |        |        |   |   |   |